# Sundowner
Sundowner is een voornamelijk akoestisch muziekproject van Chris McCaughan, frontman en zanger van de Amerikaanse punkband The Lawrence Arms. Er werken ook andere muzikanten aan mee, namelijk Jenny Choi (Sanawon), Neil Hennessy (Baxter, The Falcon, The Lawrence Arms) en Eli Caterer (Smoking Popes). De band speelt naast eigen werk ook vaak covers van The Lawrence Arms.
De discografie van Sundowner bestaat uit drie studioalbums, een (live-)ep, drie videoclips, en een reeks nummers op enkele compilatiealbums. Het debuutalbum, getiteld Four One Five Two, werd uitgegeven via het platenlabel Red Scare Industries op 13 maart 2007. Dit album werd gevolgd door het tweede studioalbum We Chase the Waves via Asian Man Records op 10 augustus 2010. Het meest recente studioalbum, getiteld Neon Fiction, werd uitgegeven via het Californische label Fat Wreck Chords op 3 september 2013.

## Leden
- Chris McCaughan - zang, akoestische gitaar
- Jenny Choi - cello, toetsinstrumenten, zang
- Neil Hennessy - basgitaar, zang
- Eli Caterer - elektrische gitaar

## Discografie
Studioalbums
- Four One Five Two (2007, Red Scare Industries)
- We Chase the Waves (2010, Asian Man Records)
- Neon Fiction (2013, Fat Wreck Chords)

Ep's
- Little Elephant Sessions (2014, Fat Wreck Chords)

Videoclips
| Jaar | Titel                | Album              |
| ---- | -------------------- | ------------------ |
| 2007 | "This War is Noise"  | Four One Five Two  |
| 2010 | "In the Flicker"     | We Chase the Waves |
| 2014 | "Life in the Embers" | Neon Fiction       |